# ゼロ・エネルギー・ビル
ネット・ゼロ・エネルギー・ビルまたはネット・ゼロ・エネルギー・ビルディング（英語: Net Zero Energy Building; ZEB〈ぜブ〉）は、消費する一次エネルギーの収支をゼロにすることを目指した建物。消費するエネルギーを削減し（省エネ）、使用するエネルギーは自ら生産する（創エネ）ことにより正味（Net）のエネルギー消費をゼロにする。

## 概要
ZEBを実現するには大きく分けて次の3種類の技術が必要である。
1. パッシブ技術（日光遮蔽、外皮性能向上、昼光利用、自然換気など）による省エネ
2. アクティブ技術（高効率照明、高効率空調）による省エネ
3. 太陽光、バイオマスなどの創エネ

ゼロエネルギーの達成状況に応じて、3段階のZEBシリーズが定義されているが、このうちの3.をZEBと呼ぶ。
1. ZEB Ready（ゼブ・レディ）：省エネにより、建築物のエネルギー消費性能の向上に関する法律の定める基準一次エネルギー消費量から50%以上、一次エネルギーの消費を削減
2. Nearly ZEB（ニアリー・ゼブ）：省エネおよび創エネで75%以上、一次エネルギーの消費を削減
3. ZEB（ゼブ）：省エネおよび創エネで100%以上、一次エネルギーの消費を削減

ZEB達成の可否は、建築物のエネルギー消費量計算プログラム（通称: WEBPRO）で判断する。WEBPROに、地域、躯体性能、設備内容を入力する事で、基準値と設計値のエネルギー消費性能が算出される。